# ロバート・ハーディ (俳優)
ロバート・ハーディ（Robert Hardy, 本名：Timothy Sydney Robert Hardy, CBE、1925年10月29日 - 2017年8月3日）は、イングランドの俳優。

## 来歴
チェルトナム出身。オックスフォード大学モードリン・コレッジで英文学を学ぶ。在学中は「指輪物語」のJ・R・R・トールキンや「ナルニア国物語」のC・S・ルイスに師事する。第二次世界大戦時は空軍で軍務に就いていた 。
舞台ではシェイクスピア劇に多く出演したほか、映画『ハリー・ポッターシリーズ』の2作目『ハリー・ポッターと秘密の部屋』から5作目『ハリー・ポッターと不死鳥の騎士団』まで魔法大臣コーネリウス・ファッジを演じたことで知られた。また、映画・テレビドラマでウィンストン・チャーチルを8回も演じた。1981年に大英帝国勲章(CBE)を授与された。
2017年8月3日、ロンドン郊外の老人ホームで死去、91歳。

## 主な出演作品

### 映画
- 雷撃命令 Torpedo Run (1958)
- 寒い国から帰ったスパイ The Spy Who Came in from the Cold (1965)
- ジョン・レノンの 僕の戦争 How I Won the War (1967)
- 姿なき殺人 Berserk! (1967)
- 10番街の殺人 10 Rillington Place (1971)
- 戦争と冒険 Young Winston (1972)
- サイコマニア Psychomania (1973)
- 死にゆく者への調べ Le silencieux (1973)
- まぼろしの緑の騎士 Gawain and the Green Knight (1973)
- イエロー・ドッグ Yellow Dog (1973)
- 平手打ち La gifle (1974)
- 十二夜 Twelfth Night (1980) テレビ映画
- パリスbyナイト Paris by Night (1988)
- フランケンシュタイン Mary Shelley's Frankenstein (1994)
- いつか晴れた日に Sense and Sensibility (1995)
- ガリバー/小人の国・大人の国 Gulliver's Travels (1996) テレビ映画
- ダロウェイ夫人 Mrs. Dalloway (1997)
- シベリアの理髪師 Сибирский цирюльник / The Barber of Siberia (1998) ロシア映画
- 理想の夫 An Ideal Husband (1999)
- サンダーパンツ! Thunderpants (2002)
- ハリー・ポッターと秘密の部屋 Harry Potter and the Chamber of Secrets (2002)
- ギャザリング The Gathering (2002)
- ラッキー・ジム Lucky Jim (2003) テレビ映画
- ハリー・ポッターとアズカバンの囚人 Harry Potter and the Prisoner of Azkaban (2004)
- ハリー・ポッターと炎のゴブレット Harry Potter and the Goblet of Fire (2005)
- 名犬ラッシー Lassie (2005)
- ハリー・ポッターと不死鳥の騎士団 Harry Potter and the Order of the Phoenix (2007)
- マーガレット Margaret (2009) テレビ映画

### テレビドラマ
- デイヴィッド・コパフィールド David Copperfield (1956)
- エリザベス R Elizabeth R (1971) ミニシリーズ
- ミセス・コロンボ Mrs. Columbo (1979)
- 愛と叛乱の大地 The Far Pavilions  (1984) ミニシリーズ
- ジェニーズ・ウォー Jenny's War (1985)
- 戦争と追憶 War and Remembrance (1988-1989) ミニシリーズ
- シャーロック・ホームズの冒険 The Adventures of Sherlock Holmes(1992)『犯人は二人』チャールズ・オーガスタス・ミルヴァートン役
- ラストキングダム 10番目の王国 The 10th Kingdom (2000) ミニシリーズ
- シャクルトン～南極海漂流からの生還～ Shackleton (2002) ミニシリーズ
- 神学校の死 Death in Holy Orders (2003) ミニシリーズ
- リトル・ドリット Little Dorrit (2008) ミニシリーズ